# VK Koekelare
 VK Koekelare was een Belgische voetbalclub uit Koekelare. De club was aangesloten bij de KBVB met stamnummer 9359 en heeft geel en zwart als kleuren. De club speelt in de provinciale reeksen.

## Geschiedenis
De club ontstond als een bedrijfsvoetbalploeg in de schoot van het Koekelaarse bedrijf Atlas Palen. In 1968 sloot men zich als SV Atlas aan bij de bedrijfsvoetbalbond Corpo Oostende. Men behaalde er een promotie en won een Beker van Oostende. In 1975/76 stapte men over naar een andere bond, Het Vrije Brugse Amateursvoetbalverbond. Daar mocht men starten in de hoogste reeks, waar men, op een seizoen na, de volgende jaren bleef spelen. Toen in 1993 de voorzitter veranderde van werkgever, werd de naam gewijzigd in VK Koekelare.
In 2000 maakte men uiteindelijk de overstap naar de Belgische Voetbalbond, waarbij al sinds de jaren 30 ook al Stormvogels Koekelare speelde. VK Koekelare kreeg bij de voetbalbond stamnummer 9359 kreeg, en ging er van start in de laagste provinciale reeksen.
In het tweede seizoen streed VK Koekelare al mee voor de titel in zijn reeks in Vierde Provinciale. Men behaalde er de eindronde, maar die wist men niet te winnen. In het derde seizoen haalde men opnieuw de eindronde en nu kon men die wel winnen afsluiten. De club promoveerde zo in 2003 voor het eerst naar Derde Provinciale.
Het verblijf in Derde Provinciale duurde niet lang, want in 2004 degradeerde men weer naar Vierde. In 2006 speelde men weer de eindronde, die men opnieuw won. De club promoveerde zo voor de tweede maal naar Derde Provinciale. Ook nu kende men er weinig succes. VK Koekelare werd voorlaatste in zijn reeks en zakte in 2007 alweer naar Vierde Provinciale. De club bleef op en neer gaan, want in 2008 werd men kampioen en zo promoveerde men opnieuw naar Derde. Weer bleef men daar slechts een seizoen en in 2009 volgde opnieuw de degradatie. Twee jaar later, in 2011, volgde alweer een promotie naar Derde Provinciale. Dit keer konden ze wel het behoud verzekeren, na barrage wedstrijden wist VK Koekelare zich te verzekeren van het behoud.
In 2015 ging VK Koekelare een fusie aan met gemeentegenoot KSV Koekelare, dat op dat moment in Tweede Provinciale speelde. De fusieclub werd VV Koekelare genoemd en speelde verder met stamnummer 2531 van KSV Koekelare.